# Навијанте (Кунео)
Навијанте је насеље у Италији у округу Кунео, региону Пијемонт.
Према процени из 2011. у насељу је живело 121 становника. Насеље се налази на надморској висини од 259 м.